# Jonne L'Orange
Jonne L'Orange, född 22 juli 1741 i Ekeby församling, Östergötlands län, död 17 april 1804 i Habo församling, Skaraborgs län, var en svensk ämbetsman.

## Biografi
L'Orange blev assessor i Göta hovrätt 1789 och blev 1798 lagman i Bohusläns lagsaga vilken tjänst han sedan hade intill sin död..